# Тейшейра Жоржи, Паулу
Паулу Тейшейра Жоржи (порт. Paulo Teixeira Jorge; 15 мая 1934, Бенгела — 26 июня 2010, Луанда) — ангольский политик, министр иностранных дел Республики Ангола (1976—1984).

## Биография
В 1956 г. поступил в университет, изучал химическое машиностроение. В том же году он вступил в МПЛА и стал участником национально-освободительного движения, в 1961 и 1962 гг. задерживался португальской политической полицией.
В 1965—1967 гг. — представитель МПЛА в Египте, в 1967—1969 гг. — в Алжире, в 1970—1971 гг. — в Конго.
В 1971—1976 гг. — заведующий Департамента общественной информации МПЛА, возглавлял делегацию на переговорах с Португалией относительно предоставления независимости Анголе.
В 1976—1984 гг. — министр иностранных дел Анголы. На этом посту сыграл решающую роль для введения в страну контингента кубинских войск.
В 1993—1994 гг. — губернатор провинции Бенгела,
С 1995 г. — секретарь ЦК МПЛА по международным делам.
С 1977 г. — член Центрального Комитета МПЛА.